# Michael Stanley (músico)
Michael Stanley Gee (Cleveland, 25 de marzo de 1948-5 de marzo de 2021) fue un cantautor estadounidense de rock y folk, reconocido por su carrera como solista y por haber sido el líder de la agrupación Michael Stanley Band (MSB).
Grabó un álbum con la banda Silk en 1969, dos discos en solitario en 1973 y más de diez álbumes con MSB. En la década de 1990 retomó su carrera como solista y publicó su último trabajo discográfico en 2017. Falleció finalmente el 5 de marzo de 2021 luego de una lucha de varios meses con un cáncer de pulmón.

## Discografía

### Álbumes

#### Silk
| Año  | Título             | Discográfica | Billboard 200 |
| ---- | ------------------ | ------------ | ------------- |
| 1969 | Smooth As Raw Silk | ABC S-694    | 191           |

#### Solista
| Año  | Título            | Discográfica       | Billboard 200 |
| ---- | ----------------- | ------------------ | ------------- |
| 1973 | Michael Stanley   | Tumbleweed TWS 106 | 206           |
| 1973 | Friends & Legends | MCA 372            | 207           |

#### Michael Stanley Band
| Año  | Título                                 | Discográfica         | Billboard 200 | RPM 100 |
| ---- | -------------------------------------- | -------------------- | ------------- | ------- |
| 1975 | You Break It...You Bought It!          | Epic PE 33492        | 184           | —       |
| 1976 | Ladies' Choice                         | Epic PE 33917        | —             | —       |
| 1977 | Stagepass                              | Epic PEG 34661       | 207           | —       |
| 1978 | Cabin Fever                            | Arista AL 4182       | 99            | 97      |
| 1979 | Greatest Hints                         | Arista AL 4236       | 148           | —       |
| 1980 | Heartland                              | EMI America SW–17040 | 86            | —       |
| 1981 | North Coast                            | EMI America SW–17056 | 79            | —       |
| 1982 | MSB                                    | EMI America ST–17071 | 136           | —       |
| 1983 | You Can't Fight Fashion                | EMI America ST–17100 | 64            | —       |
| 1984 | Fourth and Ten...                      | MSB 101              | —             | —       |
| 1986 | Inside Moves                           | MSB 201              | —             | —       |
| 1992 | Right Back at Ya (1971–1983)           | Razor & Tie RE 1991  | —             | —       |
| 1997 | Misery Loves Company: More of the Best | Razor & Tie RE 2125  | —             | —       |
| 2015 | Live at the Ritz NYC 1983              | Line Level 211       | —             | —       |

#### The Ghost Poets
| Año  | Título          | Discográfica        | Billboard 200 |
| ---- | --------------- | ------------------- | ------------- |
| 1993 | The Ghost Poets | Razor & Tie RT 2812 | —             |

#### Solista pos-MSB
| Año  | Título                               | Discográfica      | Billboard 200 |
| ---- | ------------------------------------ | ----------------- | ------------- |
| 1996 | Coming Up for Air                    | Intersound 9174   | —             |
| 1998 | Live in Tangiers: The Acoustic Shows | Razor & Tie 82836 | —             |
| 2000 | Eighteen Down                        | Razor & Tie 82851 | —             |
| 2003 | The Ground                           | Line Level 201    | —             |
| 2005 | American Road                        | Line Level 202    | —             |
| 2006 | The Farrago Sessions                 | Line Level 203    | —             |
| 2007 | The Soft Addictions                  | Line Level 204    | —             |
| 2008 | Just Another Night                   | Line Level 205    | —             |
| 2009 | Shadowland                           | Line Level 206    | —             |
| 2012 | The Hang                             | Line Level 207    | —             |
| 2013 | The Ride                             | Line Level 208    | —             |
| 2014 | The Job                              | Line Level 209    | —             |
| 2014 | The Solo Years 1995–2014             | Line Level 222    | —             |
| 2015 | And Then...                          | Line Level 210    | —             |
| 2016 | In a Very Short Time                 | Line Level 212    | —             |
| 2017 | Stolen Time                          | Line Level 213    | —             |